# Таллок, Гордон
Гордон Таллок (англ. Gordon Tullock; 13 февраля 1922, Рокфорд, шт. Иллинойс — 3 ноября 2014) — американский экономист.

## Биография
Степень доктора права получил в Чикагском университете (1947). Работал в Вирджинском политехническом институте (1968—1983), университете Джорджа Мейсона (1983—1987). Профессор экономики и политических наук Аризонского университета (с 1987). Один из основателей школы новой политической экономии.
Президент Общества «общественного выбора» (1965). Лауреат премии Адама Смита (1993).

## Вклад в науку

### Шип Таллока
Шип Таллока — мысленный эксперимент, в котором Таллок предположил, что если бы правительство было действительно озабочено безопасностью вождения автомобилей, оно бы приняло закон об обязательной установке заострённого шипа в центре рулевого колеса каждого автомобиля, таким образом, чтобы любое ДТП заканчивалось фатально для водителя. Идея заключается в том, что риск гибели заставит водителя принять все меры безопасности для избежания ДТП.

### Парадокс Таллока
Парадокс заключается в том, что соискатели ренты, желающие получить право на неё, могут подкупать политиков по цене, намного меньшей, чем ценность услуги для соискателя. Например, соискателю ренты, который надеется получить миллиард долларов от определённого политического решения, может потребоваться на подкуп политиков всего лишь десять миллионов долларов, что составляет около 1 % потенциального дохода соискателя ренты.

### Работы
- Таллок Г. Новый федералист — М.: Фонд за экономическую грамотность, 1993
- Таллок Г. Общественные блага, распределение и поиск ренты — М.: Издательство Института Гайдара, 2011. — 224 с. — ISBN 978-5-93255-332-9 (Public Goods, Redistribution and Rent Seeking, 2005)

### Статьи
- Таллок Г. Виды ренты и её присвоение // Политическая рента в рыночной и переходной экономике / Отв. ред. Аукционек А. П., Белянова Е. В. — М.: ИМЭМО РАН, 1995. — С. 17-22 — 63 с.
- Бьюкенен Дж., Таллок Г. «Расчет согласия: логические основания конституционной демократии», Т. 1. — М.: Таурус Альфа. — 1997 — (The Calculus of Consent: Logical Foundations of Constitutional Democracy, 1962)
- Соискание ренты//Экономическая теория / Под ред. Дж. Итуэлла, М. Милгейта, П. Ньюмена — М.: ИНФРА-М, 2004. — С. 741—747 — 931с. — ISBN 5-16-001750-X (Rent Seeking)
- Тайдман Т. Н., Таллок Г. Новый и лучший процесс осуществления общественного выбора // Вехи экономической мысли Экономика благосостояния и общественный выбор Т. 4. / Под ред. А. П. Заостровцева
- Таллок Г. Потери благосостояния от тарифов, монополий и воровства // Вехи экономической мысли Экономика благосостояния и общественный выбор Т. 4. / Под ред. А. П. Заостровцева — СПб.: Экономическая школа, 2004. — С. 435—448 — 568 c. — ISBN 5-902402-07-7 (The Welfare Costs of Tariffs, Monopolies and Theft // Western Economics Journal, 1967) — СПб.: Экономическая школа, 2004 — С. 393—416 — 568 c. — ISBN 5-902402-07-7

На английском языке:
- Tullock G. The Politics of Bureaucracy — Washington: Public Affairs Press, 1965. 228 p.
- Tullock G. The Social Dilemma: the economics of war and revolution, 1974;
- Tullock G., The New World of Economics, в соавторстве с Р. МакКензи, 1978.